# Milan Mrázek
Milan Mrázek (27. dubna 1924 Brno – 1. září 1999 Praha) byl český religionista, teolog a básník. V roce 1938 vstoupil do Českobratrské církve evangelické. Po druhé světové válce začal studovat v Praze teologii. Poté pracoval jako vikář a farář, ordinován byl 17. prosince 1950 synodním seniorem Viktorem Hájkem v Kloboukách u Brna. V letech 1950 – 1962 působil jako vikář v Brně, poté od roku 1962 (v roce 1962–1963 jako vikář, poté již jako farář) do roku 1990 jako farář sboru v Brně-Husovicích. K 1. září 1990 odešel do výslužby.